# Josep Maria Bonilla i Martínez
Josep Maria Bonilla i Martínez (València, 16 d'agost de 1808 - 7 d'agost de 1880) escriptor, polític, pintor i periodista valencià.

## Biografia i obra[2]

### Els inicis (1808 - 1840)
Josep Maria Bonilla i Martínez va nàixer a València. De ben jove ja va haver d'aprendre què significava ser fill de negre (aquest era el malnom que feien servir els realistes per referir-se als liberals). Son pare, que era notari a Llíria, sempre havia sigut un clar defensor de les idees liberals, i per aquesta notorietat havia passat anys a la presó. El mateix Josep Maria estigué empresonat quan només tenia 16 anys.
Als 21 anys començà a manifestar el seu vessant literari i publicà, amb èxit, diferents textos poètics en el Diario de Valencia. Als 22 estrenà les seues primeres peces teatrals: Dión triunfante en Siracusa i Los reyes de Esparta, ambdós de caràcter clarament romàntic. Als 25 anys es llicencià en Dret i a l'any següent participà en la creació del Diario Mercantil de Valencia. Eren els temps de la primera guerra Carlina i Bonilla no dubtà a ocupar càrrecs polítics, defensant l'ideari liberal als pobles de Xèrica, a la comarca de l'Alt Palància –on va establir la instrucció primària obligatòria per a tots els infants i va ordenar el silenci de les campanes de l'església en els dies no festius– i després a Llucena, a la comarca de l'Alcalatén –on fou comandant de la milícia contra les tropes del general carlista Ramon Cabrera i actuà igualment com a jutge de primera instància del partit.
En 1837 publicà, per primera vegada, el periòdic satíric en valencià El Mole, el seu projecte més perdurable, que constitueix el primer exemple de la història de periòdic en valencià. L'enduriment de les condicions de la premsa escrita motivà que la revista fora denunciada en diverses ocasions pels seus continus atacs contra el govern fins que deixà de publicar-se a l'agost de 1837. No tornà a publicar-se fins a l'any 1840, interval que Bonilla aprofità per a publicar diverses obres literàries. L'any 1838 estrenà el drama Don Álvaro de Luna, condestable de Castilla, obra representada amb molta acceptació a les principals ciutats d'Espanya. Ja el 1840 va fundar, junt amb Vicent Boix, El Cisne, periòdic literari i artístic, i el mateix any va escriure Casilda, una comèdia en vers.

### Els anys decisius (1840 - 1856)

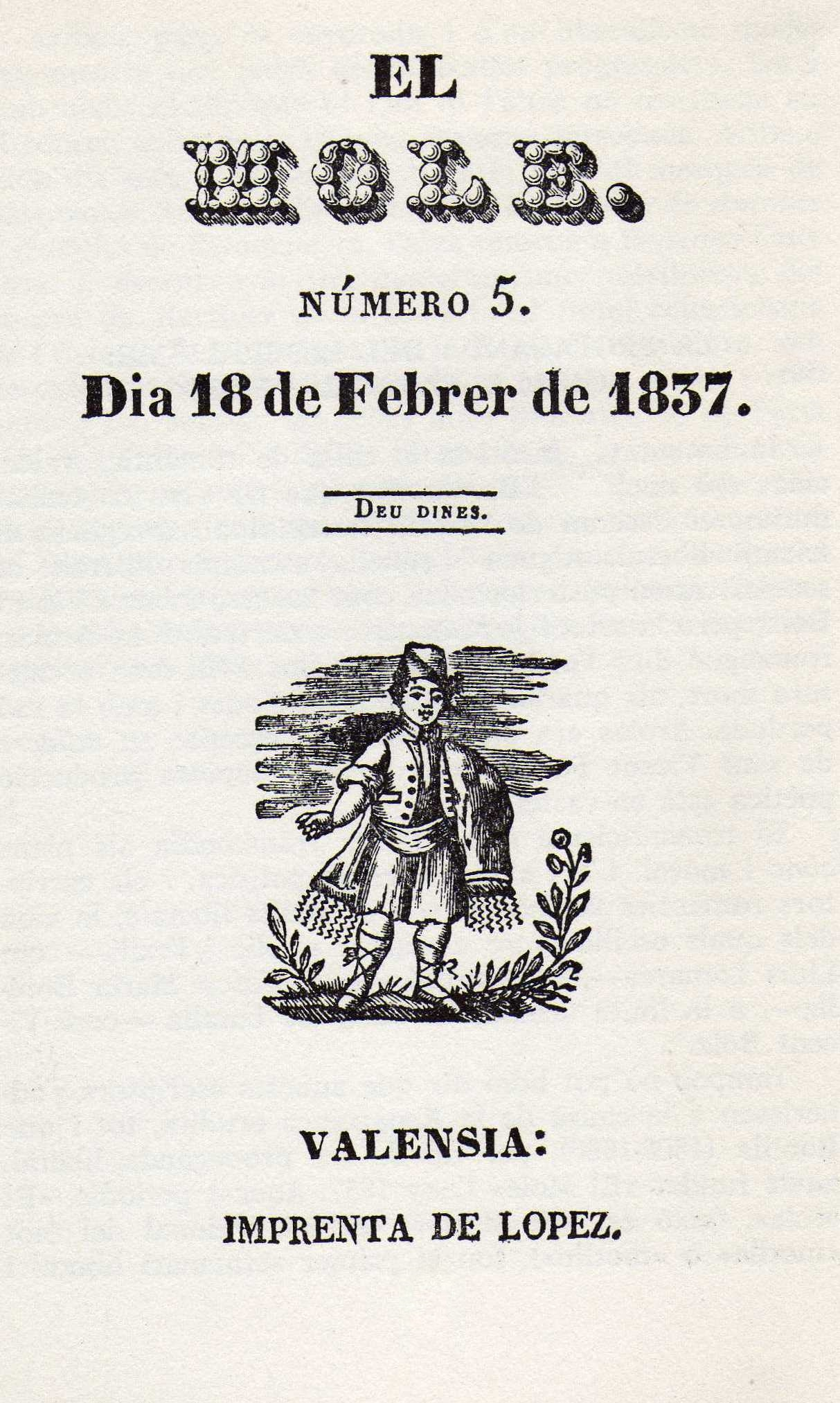
Portada dEl Mole

La caiguda del govern moderat i l'arribada al poder del general Espartero permeteren a Bonilla la represa d'El Mole, que malgrat els nous aires de llibertat esdevingué una veu crítica i punyent contra el general regent i bona part de les seus polítiques, titllades sovint de moderades i indecises. El 1841, Bonilla va ser elegit síndic regidor de l'Ajuntament de València, encara que renuncià al càrrec per entendre que resultava incompatible amb la independència que havia de ser requisit de tot periodista. El mateix any, els atacs al papa Gregori XVI expressats en les pàgines d'El Papafigo provocaren la incoació d'un procés en la seua contra. La causa arribà a tal grau de virulència que el jove autor es veié obligat a fugir a Barcelona, on visqué la tornada del moderantisme i l'arribada al poder de Narváez.

Durant els anys de la dècada moderada, Josep Maria Bonilla va formar part de la revolta popular La Jamància, moviment republicà i progressista de Barcelona que s'oposava als excessos centralistes de l'Estat. Acabada la revolta, va marxar a Castelló de la Plana i allà va rebre la invitació de Joan Prim i Prats perquè es traslladara a Madrid, on va passar els següents sis anys. Durant aquest temps no va voler acceptar cap càrrec administratiu ni polític però va realitzar una intensa activitat literària i artística. Va col·laborar amb l'editor Venceslau Ayguals d'Izco, també republicà radical, també va escriure per a La Risa, La Cotorra, El Espectador, El Eco Literario i El Cisne, entre d'altres. Durant aquests anys a Madrid, Bonilla va trobar en la còpia d'obres mestres de la pintura, una altra de les seues aficions, una font important d'ingressos per sobreviure. Ja en l'àmbit cultural valencià, des del 1844 col·laborà amb Josep Bernat i Baldoví en la publicació de La Donsayna, fent servir el pseudònim Nap-i-col, i en 1849 publicà a València el periòdic literari La Cantárida. L'escriptor Constantí Llombart, coetani de Bonilla, el va comparar amb Bernat i Baldoví en un dels seus epigrames:
Alguno qu'atre cuadret
conec d'ell com a pintor,
y lo qu'és com a escritor
tot cuant sa ploma té fet.
Picant, festiu o discret
que té, me pareix a mi,
criticant tan bon chuí,
tanta gràsia y picardia,
que ser Bonilla podria

la sombra de Baldoví.
El gener de 1855, aprofitant l'arribada de nous aires de llibertat política, tornà a publicar El Mole (tercera època) i mesos després provà sort amb El Pueblo. Ja el 1856, rebutjà els càrrecs de comandant del batalló d'artilleria i de síndic de l'Ajuntament. Aquesta renúncia marca, segons Laguna i Ortega, el començament del declivi de la revista El Mole i l'inici del descrèdit de Bonilla, a qui els seus sempre retragueren la incapacitat per a la praxis política.

### Els darrers anys (1856 - 1880)
En 1856 recuperà el càrrec de síndic de l'Ajuntament de València però poc després hagué d'exiliar-se a Madrid, lloc en el qual formà part de l'oposició contra O'Donnell. Finalment, va haver de marxar de nou cap a Castelló, on es va establir durant sis anys i on va exercir d'advocat i de professor de retòrica i poètica. Els anys a la capital de La Plana degueren ser per a ell durs, caracteritzats probablement per un to de reflexió i tristesa. En 1863 tornà a eixir una nova edició d'El Mole, ara pretesament apolítica. Pocs anys després, el 1869, va escriure l'opuscle España y los partidos i per acabar, el 1870, isqué al carrer l'última època -breu- d'El Mole.
En 1877, ja quasi septuagenari, Bonilla arriscà a provar sort a Barcelona. No reeixí i hagué de tornar a València. Foren els darrers anys de la seua vida i els hagué de viure de forma humil, sota la protecció del moderat Ciril Amorós i Pastor: Teodor Llorente en parla en termes commovedors: "Un viejo, enfermizo y acabado, que vivía allí solo, que a nadie recibía, que débil, vacilante, salía de su pobre albergue a las horas de sol y no volvía a él hasta que lo arrojaban a la calle las tinieblas de la noche."
Els seus últims escrits són els drames Premio y castigo, Luz y tinieblas i La cabeza de bronce. En aquesta etapa darrera, però, la posició del nostre autor ja no era, ni de bon tros, tan influent com en anys anteriors. Superat pels esdeveniments, incapaç de comprendre els nous temps presidits per l'emancipació progressiva del proletariat i per l'ascens de la burgesia capitalista, Bonilla era ja tan sols un vell apel·lant a un idealisme insurreccionista que ja pocs compartien o entenien.

El 7 d'agost de 1880 Josep Maria Bonilla morí a la ciutat de València, al seu domicili del carrer Trinquet de Cavallers, ja quasi oblidat i en condicions econòmiques precàries.Teodor Llorente, des de l'antagonisme ideològic, en feu un recordatori post-mortem a l'Almanaque de Las Provincias:
"¡Pobre Pepe Bonilla! ¡Su suerte ha sido bien diversa! Pocos meses después de la ruidosa muerte de Boix, en el caluroso agosto, pudiendo advertir los pacíficos vecinos de la calle del Trinquete de Caballeros, que entraban y salían con paso apresurado personas de alguna posición en un modestísimo cuarto bajo de la antigua casa situada frente a la de los marqueses del Tremolar. Poco después, la campanilla de comulgar avisaba la llegada del sacerdote con los Santos Óleos. ¿Quién era el que espiraba? Aquel hombre, sombra misteriosa de un pasado brillante, era el popular escritor del Mòle, el activo, enérgico y valiente Bonilla..."

## Ideologia
Bonilla va ser un liberal convençut, pertanyent a l'ala més esquerrana del liberalisme. De fet, a partir dels anys 50, va confessar ser seguidor del Partit Demòcrata. Per damunt de les contínues anades i vingudes polítiques que sotraguen el segle xix, el seu paper fou en tot moment el d'un romàntic: inconformista, idealista i sempre crític amb el partit governant. Rebutjà en tot moment els honors i els càrrecs perquè els intuïa incompatibles amb la necessitat d'objectivitat del periodista, i entengué el periodisme com una tasca de denúncia contínua, totalment aliena a interessos i corporativismes de cap mena. Precisament aquest posat li va valdre nombroses crítiques per part de les persones més properes a la seua ideologia, que no entenien que sovint arribara a ser més crític amb els progressistes o amb els republicans que amb els conservadors.
Antonio Laguna i Eduardo Ortega utilitzen les pàgines que Bonilla escriví en El Mole, especialment en el de la tercera època, per fer-ne una breu síntesi dels que, cap a l'any 1855, eren els punts bàsics del seu pensament polític:
- Liberalisme: La ideologia de Bonilla, d'entrada, participa de les reivindicacions del vell liberalisme espanyol, idealista i insurreccional, alié en conseqüència a qualsevol tipus de pactisme o moderantisme. Així, va ser ferm partidari de l'abolició dels senyorius, de la desamortització dels béns eclesiàstics, del sufragi universal, de l'enfortiment i universalització de l'educació nacional, de l'abolició de les quintes o del reconeixement de les llibertats individuals, entre d'altres.
- Monarquia foral: Bonilla entén que les diverses nacionalitats que conformen l'estat espanyol han de constituir-se, de forma sobirana, amb el mateix règim foral que caracteritza les vascongades, tot amb la figura del monarca com a àrbitre i nexe d'unió entre els diversos territoris així federats.
- Cristianisme autèntic: Malgrat els seus desacords amb les autoritats religioses, l'editor d'El Mole es declara catòlic practicant; matisant, això sí, la seua fidelitat a "les doctrines de la verdadera y primitiva relichió de Crist, no de la que'ls hòmens han comés la gran herechía de interpretar y reformar y reduir á una especulasió en la que tot se fa per dinés..."[9]

Al capdavall, com assenyalen Laguna i Ortega, Bonilla representa l'esperit del clàssic romàntic: idealista, descontent per naturalesa, sempre insatisfet i crític, i incapacitat per a la praxis política i l'anàlisi racional: 
"Esta fue la gran contradicción de Bonilla: la realidad nunca fue como él creía que era. En otros términos, Bonilla nunca comprendió la transformación revolucionaria que le tocó vivir, la nueva clase social, la nueva economía, la nueva ordenación jurídica del estado, los nuevos valores... De esta forma, Bonilla cayó en un idealismo que solo entendía él mismo. Incluso su voluntarismo pequeñoburgués, ni siquiera pudo identificarse con las opciones políticas que abanderaban a esa capa social."